# Amazones d'hier, lesbiennes d'aujourd'hui

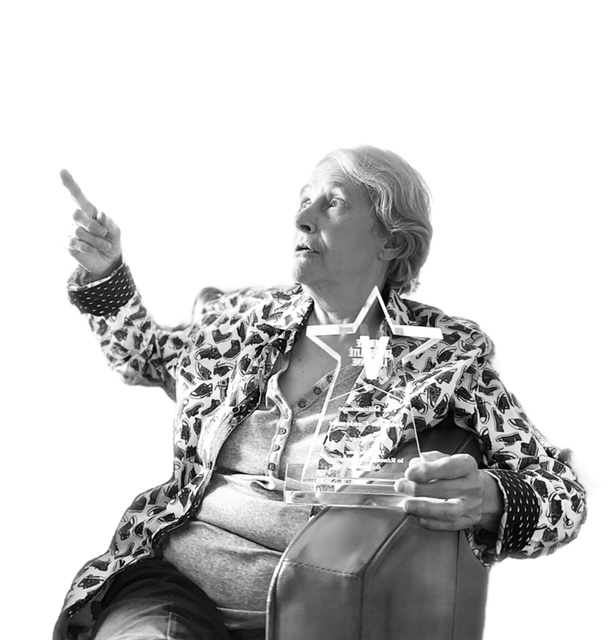
Johanne Coulombe, l'une des membres du collectif AHLA, recevant le prix Militantisme créé en son honneur dans le cadre de la Journée de visibilité lesbienne au Canada, 2022.

Amazones d'hier, lesbiennes d'aujourd'hui (AHLA) est une revue trimestrielle lesbienne radicale publiée à Montréal de 1982 à 2014,.
AHLA est une revue d'information et de réflexion politique, et publie des articles et des analyses dans la lignée du lesbianisme radical francophone, signés entre autres par Monique Wittig et Nicole-Claude Mathieu.

## Historique
La revue est fondée en 1982 par un collectif de lesbiennes formé de Ginette Bergeron, Ariane Brunet, Danielle Charest et Louise Turcotte. Avant le lancement de la revue, le collectif réalise documentaire vidéo de 105 minutes conçu et réalisé entre mars 1979 et mars 1981, intitulé Amazones d'hier, lesbiennes d'aujourd'hui,. La naissance de la revue fait suite à la fin de la revue féministe Les têtes de pioche, dont le déclin est en partie dû aux tensions entre féministes lesbiennes et hétérosexuelles: la création d'Amazones d'hier entérine ainsi la scission des deux mouvements.
En 1990, la revue réagit par des textes au massacre de quatorze femmes à l'École Polytechnique de Montréal par un homme armé, le 6 décembre 1989.
En 2019, le collectif d'AHLA célèbre la numérisation de tous les numéros de la revue (1982-2014) au moyen d'une soirée à l'image du célèbre talkshow Tout le monde en parle, intitulé Toutes les lesbiennes en parlent. La revue entièrement digitalisée est depuis disponible aux Éditions sans fin.
En 2022, le Réseau des lesbiennes du Québec produit le documentaire Amazones d’Hier, Lesbiennes d’Aujourd’hui: 40 ans plus tard qui revient sur l'histoire du collectif éponyme à travers témoignages et archives. Réalisé par Julie Vaillancourt, Dominique Bourque et Johanne Coulombe, le film est sélectionné dans le cadre de la 35ᵉ édition du Festival Image + Nation.

## Positionnement

### Lesbianisme radical
Dès le début, la revue se situe dans une optique lesbienne radicale, réclamant de « s'adresser uniquement à des lesbiennes ». Il s'agit d'un lesbianisme pensé comme identité politique, différent des appellations « homosexuelle », « bisexuelle », « gaie », ou « femme aimant une femme », à comprendre comme vie en dehors de l'hétérosexualité et exclusion de l'hétéropatriarcat. Son objectif est de faire exister, circuler et approfondir la pensée lesbienne, mais se veut aussi un lieu virtuel de rencontre pouvant aboutir sur des lieux et évènements lesbiens, ainsi qu'une manière pour ses rédactrices et lectrices de se faire plaisir en existant.
AHLA, avec son positionnement propre à la fois critique du féminisme hétérosexuel et des lesbiennes féministes, c'est-à-dire alors des lesbiennes qui s'insèrent dans le mouvement féministe global et qui adhèrent à la pensée d'Adrienne Rich ou de Christine Delphy, est le principal moteur et point de ralliement de la pensée lesbienne radicale.

### Dialogue entre la pensée française, québécoise et étasunienne
De par sa diffusion essentiellement au Québec, même si la revue est aussi lue par des lesbiennes françaises, suissesses ou belges, la revue permet la diffusion de la pensée lesbienne au Québec, notamment par la publication de textes de Monique Wittig ou Colette Guillaumin.
Amazones d'hier... est aussi un espace de dialogue : dans le second numéro sont publiées plusieurs lettres ouvertes à propos du collectif Nouvelles Questions féministes, dont une en anglais co-rédigée par Monique Wittig et Colette Guillaumin et adressée à Adrienne Rich, Kathleen Barry, Betsy Warrior et Andrea Dworkin et réclament le droit à une indépendance de pensée.